# Kotschya aeschynomenoides
Kotschya aeschynomenoides là một loài thực vật có hoa trong họ Đậu. Loài này được (Baker) Dewit & P.A.Duvign. miêu tả khoa học đầu tiên.